# Злая Библия
Злая Библия (англ. Wicked Bible), также Библия прелюбодеев (Adulterous Bible), или Библия грешников (Sinners' Bible), — Библия, изданная в 1631 году в Англии с грубой смысловой ошибкой.

## Характеристики издания
Данное издание Библии короля Якова было предпринято «королевским печатником» Робертом Баркером и Мартином Лукасом в 1631 году. Тираж нового издания составлял тысячу экземпляров.

## Скандал вокруг пропущенного слова

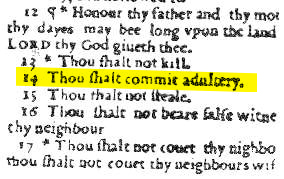
Выделена строка с ошибкой

В тексте нового издания была допущена грубая ошибка — в одной из десяти заповедей была пропущена частица «не» и сочетание «не прелюбодействуй» было отпечатано как «прелюбодействуй» (англ. Thou shalt commit adultery вместо Thou shalt not commit adultery). Ошибка была замечена, почти весь тираж удалось изъять и уничтожить, однако несколько экземпляров уцелели и сохранились в настоящее время в частных коллекциях и крупных библиотеках, в основном в Англии и США, в частности в Нью-Йоркской публичной библиотеке. Издатели Библии были оштрафованы на 300 фунтов (43 586 фунтов в нынешних ценах) и лишены печатной лицензии.
В первые столетия после изобретения печатного пресса и его внедрения в Англии (в 1470-е годы) опечатки в книгах, в том числе и в религиозных текстах были частыми, но в основном представляли собой обычный пропуск буквы или перестановку букв в слове. Поэтому существует гипотеза, что пропуск целого слова был результатом саботажа со стороны Бонема Нортона — основного соперника Баркера в борьбе за престижное звание «королевского печатника». Возможно, за этой опечаткой стоял кто-то из других конкурентов Баркера, заинтересованных в его дискредитации. В то же время схожая опечатка была допущена в ещё одном издании Библии того же 1631 года, известном, как «Библия безумцев» (англ. The Fools Bible), где вместо «Сказал безумец в сердце своём: „нет Бога“» было напечатано «Сказал безумец в сердце своём: „есть Бог“» (англ. The fool hath said in his heart there is a God вместо The fool hath said in his heart there is no God). Эта опечатка обошлась печатникам в три тысячи фунтов.